# Coccothrinax crinita
Espèce
Synonymes
- Antia crinita (Becc.) O.F. Cook[2]
- Antia crinita (Becc.) O.F.Cook[1]
- Coccothrinax crinita subsp. crinita[1]
- Thrinax crinita Griseb. & H. Wendl. ex C.H. Wright[2]
- Thrinax crinita Griseb. & H.Wendl. ex C.H.Wright[1]

Coccothrinax crinita est une espèce de plantes de la famille des Arecaceae.

## Liste des sous-espèces
Selon Catalogue of Life (9 avril 2019) :
- sous-espèce Coccothrinax crinita subsp. brevicrinis Borhidi & O.Muñiz
- sous-espèce Coccothrinax crinita subsp. crinita

Selon World Checklist of Selected Plant Families (WCSP) (9 avril 2019) :
- sous-espèce Coccothrinax crinita subsp. brevicrinis Borhidi & O.Muñiz (1981 publ. 1982)
- sous-espèce Coccothrinax crinita subsp. crinita

Selon NCBI (9 avril 2019) :
- sous-espèce Coccothrinax crinita subsp. brevicrinis Borhidi & O.Muniz
- sous-espèce Coccothrinax crinita subsp. crinita

Selon Tropicos (9 avril 2019) (Attention liste brute contenant possiblement des synonymes) :
- sous-espèce Coccothrinax crinita subsp. brevicrinis Borhidi & O. Muñiz
- sous-espèce Coccothrinax crinita subsp. crinita

## Publication originale
- Webbia 2: 334. 1907.